# 木筏 (小說)
《木筏》（英語：The Raft）是一部由史蒂芬·金於1982年在《畫廊雜誌》 上所連載的恐怖短篇小說，並於1985年收錄在短篇小說集《史蒂芬·金的故事販賣機》內，此故事曾於1987年改編成電影收錄在《鬼作秀2》中。

## 故事簡介
兩男兩女駕車到郊外的沙灘遊玩，四人鬥快游到擱在水中的木筏上，游上木筏後，有人發現水中有一堆類似漏油的物體漂向他們，一名女孩注視著漏油，突然漏油變成爪般拖了女孩落水並侵食了她。其中一人希望游回岸邊，結果一樣被漏油侵食。最終剩餘的兩人都被漏油怪物吃掉

## 評價
Susan Bolotin 為《紐約時報》評論這個故事時，稱“非常可怕”。